# Macross FB7: Ore no Uta o Kike!
Macross FB 7: Ore no Uta o Kike! (マクロスFB7 銀河流魂 オレノウタヲキケ！?) è un film d'animazione del 2012 diretto da Tetsurō Amino.
Si tratta di uno spin-off fra gli anime Macross 7 e Macross Frontier.